# Serge Kollwelter

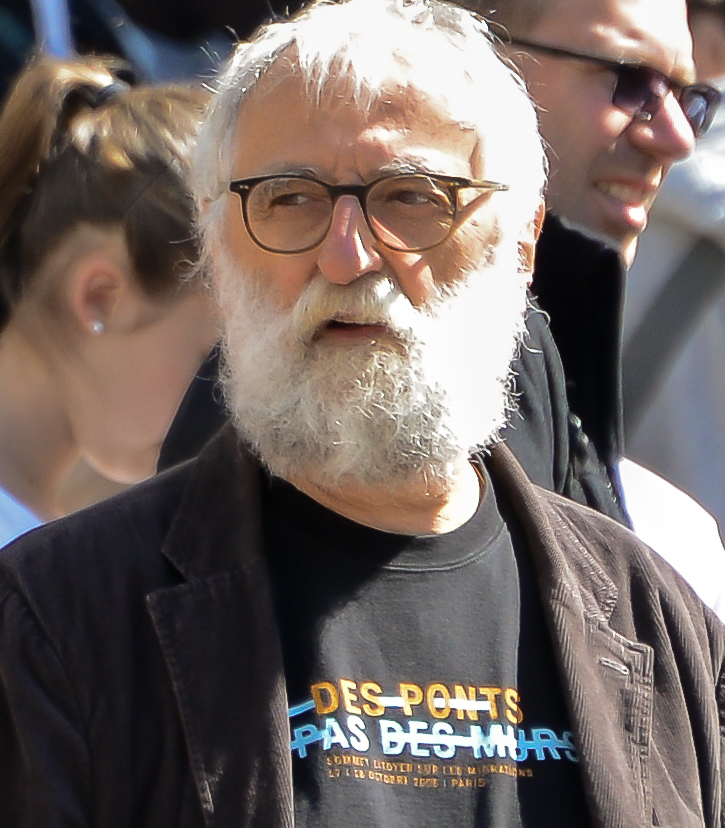
Serge Kollwelter, 2015

Serge Kollwelter (* 6. Dezember 1946 in Luxemburg) war 1979 Mitbegründer und von 1979 bis 2009 Präsident der Association de soutien aux travailleurs immigrés (ASTI), einer Luxemburger Vereinigung zur Unterstützung von Einwanderern.
Kollwelter ist von Beruf Lehrer; er ist verheiratet und hat vier Kinder. Sein Bruder René Kollwelter ist in Luxemburg als Politiker bekannt, der sich für die Validation des acquis professionnels eingesetzt hat.
Kollwelter engagiert sich in verschiedenen Initiativen wie die zu Fragen der Migration und der Menschenrechte und ist als Autor von zahllosen Beiträgen hierzu hervorgetreten.
Serge Kollwelter erhielt 2009 den Preis des Lions-Club; die Laudatio zu diesem Anlass hielt Claude Frisoni.

## Veröffentlichungen
- Fremdarbeiter. Ein Schwarzbuch über ihre Situation in Luxemburg (Koautor, 1974).
- Immigration in Luxembourg: New Challenges for an Old Country. Migration Policy Institute, März 2007.
- Refresh democracy. Le droit de vote pour tous (PDF; 92 kB) Forum, 12/2008.
- Différences et similitudes. Les politiques Frieden et Schmit (PDF; 128 kB) Forum, 9/2008.
- La machine à expulser. Elle fonctionne, à vrai dire assez bien et de façon conséquente. (PDF; 110 kB) Forum, 4/2008.
- Immigration et économie. Avis du Conseil économique et social (PDF; 181 kB) Forum, 12/2006.

## Einzelbelege
1. ↑  Carte blanche vum Serge Kollwelter zu den « asbl » (Memento des Originals vom 13. September 2016 im Internet Archive)  Info: Der Archivlink wurde automatisch eingesetzt und noch nicht geprüft. Bitte prüfe Original- und Archivlink gemäß Anleitung und entferne dann diesen Hinweis.
2. ↑  René Kollwelter: Validation des acquis de l'expérience un élément important de l'apprentissage tout au long de la vie (PDF; 141 kB) Forum,  5/2006.
3. ↑  Histoire des migrations au Luxembourg
4. ↑  Composition du conseil d’administration de ALOS-LDH (Seite nicht mehr abrufbar, festgestellt im Mai 2019. Suche in Webarchiven)  Info: Der Link wurde automatisch als defekt markiert. Bitte prüfe den Link gemäß Anleitung und entferne dann diesen Hinweis.
5. ↑  Claude Frisoni: Serge Kollwelter – lauréat du prix Lions 2009. (PDF; 245 kB) Forum,  Juli 2009.

| Personendaten    | Personendaten         |
| ---------------- | --------------------- |
| NAME             | Kollwelter, Serge     |
| KURZBESCHREIBUNG | luxemburgischer Autor |
| GEBURTSDATUM     | 6. Dezember 1946      |
| GEBURTSORT       | Luxemburg (Stadt)     |